# Бусовиков, Денис
Денис Бусовиков (род. 22 октября 1976) — российский легкоатлет, специалист по бегу на короткие дистанции. Выступал на профессиональном уровне в 1998—2006 годах, чемпион России в беге на 200 метров в помещении, победитель и призёр первенств всероссийского значения, участник чемпионата Европы в помещении в Вене. Представлял Пермскую и Челябинскую области.

## Биография
Денис Бусовиков родился 22 октября 1976 года.
Впервые заявил о себе в сезоне 1998 года, когда в беге на 60 метров выиграл чемпионат России среди студентов в помещении в Екатеринбурге. Принимал участие в зимнем и летнем чемпионатах России в Москве.
В 1999 году на чемпионате России среди студентов в Туле одержал победу в беге на 200 метров и стал серебряным призёром в беге на 100 метров. Участвовал в чемпионате России в Туле.
В 2000 году в 200-метровой дисциплине стартовал на зимнем чемпионате России в Волгограде и на летнем чемпионате России в Туле, финишировал четвёртым на Мемориале братьев Знаменских в Санкт-Петербурге.
На чемпионате России 2001 года в Туле взял бронзу в беге на 200 метров.
В 2002 году в той же дисциплине превзошёл всех соперников на зимнем чемпионате России в Волгограде, представлял российскую сборную на чемпионате Европы в помещении в Вене — на предварительном квалификационном этапе показал результат 21,48 и выбыл из дальнейшей борьбы за медали.
В 2003 году на зимнем чемпионате России в Москве финишировал четвёртым на дистанции 200 метров и с командой Челябинской области получил серебро в эстафете 4 × 200 метров. На летнем чемпионате России в Туле с командой Пермской области выиграл бронзовую медаль в эстафете 4 × 100 метров.
Завершил спортивную карьеру по окончании сезона 2006 года.